# Daniel Sais
Daniel Sais (Buenos Aires, 28 de octubre de 1962-Quito, Ecuador; 2 de julio de 2018) fue un músico tecladista, productor artístico de rock y docente argentino, radicado en Quito (Ecuador). Trabajó junto a  Soda Stereo, Patricio Rey y sus Redonditos de Ricota, Guillermo Fernández, Virus, Rodolfo Mederos, La Torre, Serú Girán, David Lebón, Javier Calamaro, Silvina Garré, Ricardo Pegnotti, Trifullka, GabyO, entre otros.

## Biografía
Se inició en la música en 1980. En 1982 acompañó a María Rosa Yorio, Lalo de los Santos y María Esther Lovero. Entre 1987-1989 fue contratado por Soda Stereo para desempeñarse como músico invitado en los álbumes Ruido Blanco, Doble Vida y Languis.
Compuso la obra Danza para cinco percusionistas para el Ballet Contemporáneo de Teatro Municipal General San Martín de Buenos Aires, que fuera puesta en escena con coreografía de Alejandro Cervera. En 1988 compuso la música de la película Alguien te está mirando, dirigida por Gustavo Cova y Horacio Maldonado.
En 2003 se radicó en Guayaquil (Ecuador). Dirigió una casa de estudios musicales, «Sonarte, el Rockservatorio».
Compuso música para más de 3000 comerciales de TV, dictó cátedra en 11 universidades y trabajó como sonidista en 27 largometrajes.
En 2016 forma SodaEterno, show homenaje a la obra musical de Gustavo Cerati. El espectáculo recorre desde entonces importantes escenarios de Latinoamérica.
El 2 de julio de 2018 fallece en la ciudad de Quito, Ecuador, víctima de un cáncer de páncreas diagnosticado tardíamente.

## Discografía

### Con Soda Stereo
- Ruido Blanco, 1987
- Doble Vida, 1988
- Languis, 1989

### Colaboraciones
- El hombre de la melodía, Divulgación 1982
- Guillermo Espel 1983
- Oktubre, Patricio Rey y sus Redonditos de Ricota 1985
- Alguien te está mirando (Original Soundtrack) 1989
- Raivan Perez, Raivan Pérez 1989
- Los Calzones Rotos I, 1990
- Jimena 1991
- Silvina Garré en vivo 1991, como programador
- Quinteto El Cuartetazo 1991, como programador
- La TV Ataca, BA Connection 1992
- Rock en Libertad 1992
- La Palangana 1992
- Serú '92, Serú Girán 1992, como programador
- Zig Zag 1993
- Tierra Bendita, Los Rancheros 1993
- Ni por todo el oro del mundo, Los Rancheros 1994
- Superstición (álbum), Mestizo 1997
- Ahora Las Bandas 1998
- Vincent Vega 1998
- Alma Mía (Original Soundtrack) 1999
- Sindicato Argentino Del Hip Hop 2000, colaboración técnica
- Mestizo 2001
- Daniel Telis Project 2001
- Atletas del Diablo 2002, producción artística
- Jerónimo 2002, producción artística
- Calamidad Doméstica, La Trifullka 2003
- Irán, Irak y los diablos, Ricardo Pegnotti 2004
- Kaboom 2004, producción artística
- Lo que no puedo decir, Tranzas 2005
- Y sigo pegao, Joel Alleguez 2005, Ingeniería de sonido.
- Jaramillo Sinfónico, Orquesta Sinfónica de Guayaquil 2007
- Son cosas que pasan, Cabaré 2009, coproducción artística
- Madrugada, Radio Fantasma 2011, Producción artística
- Son cosas que pasan, Cabaré 2011, coproducción artística
- Reggae 'n' Roll, Gondwana 2014 - Teclados en "El Rito"
- Contrastes, Disco de GabyO 2016
- Bossa592, Vol. 1 2016
- Bossa593, Vol. 2 2017